# 박홍 (신부)
박홍(朴弘, 1941년 2월 27일 ~ 2019년 11월 9일)은 대한민국의 교육자이며 천주교 예수회 소속 성직자이다. 천주교 신부로서 정치 관여 발언을 많이 했고, 서강대 총장을 지냈으며 반공주의, 보수주의 성향의 언론인이기도 했다. 1994년 주사파 발언으로 화제가 되었다.

## 이력
칼럼니스트로 간혹 언론에 글을 기고하기도 했다. 1980년대부터 운동권 학생들과 논쟁을 하였다.
1989년부터 8년간 서강대학교 총장으로 재직하였다. 1994년 서강대학교 총장으로 재직중, 주사파 관련 발언으로 화제가 되었다. 민주평통 자문위원으로 종교분과위원장을 지냈으며, '주사파'발언 이후 경찰관 2명이 그를 밀착하며 신변을 보호하기도 하였다. 1997년 총장직에서 퇴임하였다.
1997년 5월 박홍이 제소되자 언론인 이도형은 노재봉, 변호사 오제도 등 보수인사 70여명이 후원회를 꾸렸는데 이때 당시 후원인단 대표를 맡았던 그는 '대표적인 반좌익인사인 박 전 총장에 대한 탄압을 물리치기 위해 후원회를 만들었다'고 설명하였다.

## 논란

### 강기훈 유서대필사건 배후 발언
1991년 예수회 박홍 신부(당시 서강대 총장)는 “지금 우리 사회에는 죽음을 선동하는 어둠의 세력이 있다”며 성경위에 손을 올리고 기자회견을 벌이기도 했다. 박홍 신부의 기자회견 이후부터 김기설 학생의 분신 자살에 배후가 있다는 보도가 언론에 도배질을 하기 시작했고, 강기훈 전민련 총무부장의 이름이 등장했다. 검찰과 경찰은 합동으로 수사본부를 꾸려 대대적인 공안몰이 수사를 벌여  "강기훈 씨가 김 씨의 유서를 대신 썼다"며 강 씨를 구속기소했다.

강기훈은 법원으로부터 목격자 등 직접적인 증거도 없이 국과수의 필적 감정결과와 정황에 따라 자살방조 및 국가보안법 위반으로 징역 3년에 자격정지 1년 6월을 선고받고 1994년 8월 17일 만기 출소했으나 사건 발생 16년 만인 2007년 11월 13일 대한민국 진실화해를위한과거사정리위원회는 제58차 전원위원회 회의에서 ‘강기훈 유서대필 의혹사건’에 대한 진실규명 결정을 내리고 국가의 사과와 재심 등의 조치를 취할 것을 권고했다. 이에 따라 2012년 대법원의 재심이 개시되었으며, 2014년 2월 13일 재심 판결에서 서울고등법원은 당시 검찰이 제시한 필적 감정이 신빙성이 없으며, 유서 대필 및 자살 방조에 대해 무혐의·무죄로 재판결하였다.
이에 검찰이 판결에 불복하여 대법원에 상고하였고 2015년 5월14일 대법원은 검찰의 상고를 기각하고 재심에서 강기훈의 무죄를 선고한 원심을 확정했다.

### 주사파 발언
1994년 대한민국은 우루과이라운드 비준 문제로 큰 홍역을 치렀다. 당시 농민과 대학생등은 우루과이라운드가 통과되면 농가 몰락으로 이어진다며 격렬한 반대 시위를 벌였다. 학생과 농민들의 반대시위가 증폭되며 야당까지 반대에 가세하며 우루과이라운드 통과가 불투명해 보였다. 그 때 예수회 박홍 신부(당시 서강대 총장)가 7월 18일 "우루과이라운드 반대 시위 배후에 주사파가 있고 주사파 배후는 김정일이다"는 발언으로 세상을 놀라게 했다.
박홍 총장의 발언 이후 공안정국이 조성되며 우루과이라운드 반대 시위는 소강상태에 접어들고 그해 12월 국회에서 WTO 비준안이 국회를 통과한다.

### 고해성사 비밀누설 혐의
박홍 총장의 '주사파 발언'으로 엄청난 사회적 파장이 운동권 인사들은 박홍 총장에게 근거를 대라며 추궁했다. 이에 대해 박홍 총장은 "주사파 관련 내용을 고해성사 때 들은 내용"이라고 답했다. 이에 천주교 정의구현전국연합 김동주 공동의장 등 신도 6명이 박홍 신부를 '고해성사 비밀 누설 혐의'로 서울대교구에 고발했다. 당시 서울대교구 사무처장이었던 염수정 추기경은 사건 조사를 담당했고 박홍 총장에 대해 무혐의 처리했다.

## 이외 활약

### 초종교포럼 활동
개신교계에서 최대 이단으로 지목하고 있는 통일교가 주축이 된 한국종교협의회는 초종교포럼을 만들어 매년 포럼을 개최하고 있다. 이 초종교포럼은 종교간 대화를 통해 종교간 통일을 모색하는 곳이다. 이 포럼의 1대 초대 강사가 예수회의 박홍신부다. 이후에도 그는 이 초종교포럼에서 강연을 하며 꾸준한 활동을 하였다.

### 2000년대 이후
간혹 언론에 칼럼을 기고하기도 한다.

## 같이 보기
| - 메카시 - 반공주의 - 김동길 - 천주교 - 김수환 - 함세웅 - 서강대학교 - 조갑제 - 이도형 - 송복 - 서정갑 - 노재봉 | - 오제도 - 선우종원 - 이주천 - 이상돈 - 홍관희 - 복거일 - 주체사상파 - 주사파 논란 - 지만원 - 전원책 | - 조선일보 - 동아일보 - 노기남 - 선우휘 - 이철승 - 박용만 - 박관수 - 조선일보 - 홍일식 - 홍관희 |